# Kristnihald undir Jökli
Kristnihald Undir Jökli es el tercer álbum de la banda islandesa quarashi. Fue lanzado el 22 de septiembre de 2001 por el sello discográfico islandés Sproti. El álbum contiene la banda sonora de un juego de Islandia y, por tanto, es principalmente instrumental.

## Historia
La obra se basa en la novela de Halldór del mismo título que se traduce en Inglés como el cristianismo en el glaciar (más tarde reeditado como bajo el glaciar). Fue dirigido por Bergur Þór Ingólfsson y corrió en los Borgarleikhús en el invierno de 2001.
KUJ fue producido por Sölvi y Hossi y esta fue la primera vez en la que se sentaron junto a nada y trabajaron juntos en la composición y producción de todo.
KUJ ofrece una fusión de la música clásica tradicional islandesa con el techno, la música electrónica, el jazz y el rock. Ni Ómar ni Steini trabajaron en este álbum, pero fue puesto en libertad bajo el nombre Quarashi all the same. Sólo 500 copias fueron hechas, haciendo de este otro CD raro de Quarashi (incluyendo el álbum en vivo con la orquesta sinfónica de Islandia).

## Lista de canciones
1. "Úa" - 2:08
2. "Smíðavél" - 2:32
3. "Hulduhrútur" - 1:48
4. "Beitahúsamenn" - 3:47
5. "Prímus" - 5:02
6. "Godman Sýngmann" - 4:04
7. "Úrsúlulokkur" - 5:22
8. "Úrsúlugjá" - 2:15
9. "Umbi" - 5:11
10. "Prímus (80's)" - 3:09
11. "Umbi II" - 2:11
12. "Prímus (Vox)" - 2:31
13. "Úrsúlugjá (Instrumental)" - 2:13

- Datos: Q6438376